# Herb Raszkowa
Herb Raszkowa – jeden z symboli miasta Raszków i gminy Raszków w postaci herbu przyjęty przez radę gminy i miasta Raszków 29 lipca 2011 roku.

## Wygląd i symbolika
Herb przedstawia w polu błękitnym srebrny zamek o trzech dachach czerwonych, z czego środkowy wyższy zwieńczony złotą gwiazdą sześcioramienną, po bokach zamku dwie takież gwiazdy.

## Historia

Herb Raszkowa do 2011 r.

Do 2011 r. herb stanowiła błękitna tarcza herbowa typu gotyckiego. Widniała na niej otwarta brama zamkowa barwy czerwonej z trzema chorągiewkami biało-czerwonymi, zawieszonymi na trzech wieżyczkach. W górnym prawym rogu pola herbowego widniała litera N, w górnym lewym rogu litera „S”. W dolnym prawym rogu litera „B”, w dolnym lewym rogu litera „R”. Pod bramą widniał rok 1444 – data uzyskania praw miejskich. Litery i rok były barwy złotej.